# Lista över fornlämningar i Gotlands kommun (Endre)
Lista över fornlämningar i Gotlands kommun (Endre) är en förteckning av ett urval av de fornlämningar som finns i Endre i Gotlands kommun.
| Namn        | Lämningstyp                      | Tillkomsttid | Historisk indelning | Plats | Läge                 | ID-nr          | Bild                                      |
| ----------- | -------------------------------- | ------------ | ------------------- | ----- | -------------------- | -------------- | ----------------------------------------- |
| Endre 1:1   | Hällristning                     |              | Endre, Gotland      |       | 57.610404, 18.465802 | 11100000000361 | Ladda upp en till bild av detta fornminne |
| Endre 2:1   | Gravfält                         |              | Endre, Gotland      |       | 57.606083, 18.461092 | 10091100020001 | Ladda upp en bild av detta fornminne      |
| Endre 3:1   | Hällristning                     |              | Endre, Gotland      |       | 57.617684, 18.452909 | 11100000000362 | Ladda upp en bild av detta fornminne      |
| Endre 5:1   | Husgrund, förhistorisk/medeltida |              | Endre, Gotland      |       | 57.609892, 18.426280 | 10091100050001 | Ladda upp en till bild av detta fornminne |
| Endre 6:1   | Husgrund, förhistorisk/medeltida |              | Endre, Gotland      |       | 57.604249, 18.418991 | 10091100060001 | Ladda upp en bild av detta fornminne      |
| Endre 6:2   | Husgrund, förhistorisk/medeltida |              | Endre, Gotland      |       | 57.604588, 18.419373 | 10091100060002 | Ladda upp en bild av detta fornminne      |
| Endre 6:3   | Husgrund, förhistorisk/medeltida |              | Endre, Gotland      |       | 57.604385, 18.419795 | 10091100060003 | Ladda upp en bild av detta fornminne      |
| Endre 6:4   | Husgrund, förhistorisk/medeltida |              | Endre, Gotland      |       | 57.604025, 18.419307 | 10091100060004 | Ladda upp en bild av detta fornminne      |
| Endre 7:1   | Hällristning                     |              | Endre, Gotland      |       | 57.601330, 18.415432 | 11100000000363 | Ladda upp en bild av detta fornminne      |
| Endre 8:1   | Stensättning                     |              | Endre, Gotland      |       | 57.610165, 18.412143 | 10091100080001 | Ladda upp en bild av detta fornminne      |
| Endre 9:1   | Hällristning                     |              | Endre, Gotland      |       | 57.608896, 18.419810 | 11100000000364 | Ladda upp en bild av detta fornminne      |
| Endre 9:2   | Hällristning                     |              | Endre, Gotland      |       | 57.608900, 18.419810 | 11100000000365 | Ladda upp en bild av detta fornminne      |
| Endre 12:1  | Stensättning                     |              | Endre, Gotland      |       | 57.608542, 18.417089 | 10091100120001 | Ladda upp en bild av detta fornminne      |
| Endre 12:2  | Stensättning                     |              | Endre, Gotland      |       | 57.608593, 18.417266 | 10091100120002 | Ladda upp en bild av detta fornminne      |
| Endre 12:3  | Stensättning                     |              | Endre, Gotland      |       | 57.608662, 18.417444 | 10091100120003 | Ladda upp en bild av detta fornminne      |
| Endre 13:1  | Stensättning                     |              | Endre, Gotland      |       | 57.609934, 18.423155 | 10091100130001 | Ladda upp en bild av detta fornminne      |
| Endre 13:2  | Stensättning                     |              | Endre, Gotland      |       | 57.609856, 18.422917 | 10091100130002 | Ladda upp en bild av detta fornminne      |
| Endre 14:1  | Stensättning                     |              | Endre, Gotland      |       | 57.610042, 18.408650 | 10091100140001 | Ladda upp en bild av detta fornminne      |
| Endre 15:1  | Stensättning                     |              | Endre, Gotland      |       | 57.611705, 18.409611 | 10091100150001 | Ladda upp en bild av detta fornminne      |
| Endre 17:1  | Stenkrets                        |              | Endre, Gotland      |       | 57.613445, 18.394005 | 10091100170001 | Ladda upp en bild av detta fornminne      |
| Endre 18:1  | Husgrund, förhistorisk/medeltida |              | Endre, Gotland      |       | 57.599630, 18.438443 | 10091100180001 | Ladda upp en bild av detta fornminne      |
| Endre 19:1  | Husgrund, förhistorisk/medeltida |              | Endre, Gotland      |       | 57.601725, 18.450507 | 10091100190001 | Ladda upp en bild av detta fornminne      |
| Endre 20:1  | Stensättning                     |              | Endre, Gotland      |       | 57.626401, 18.338437 | 10091100200001 | Ladda upp en bild av detta fornminne      |
| Endre 20:2  | Stensättning                     |              | Endre, Gotland      |       | 57.626268, 18.338635 | 10091100200002 | Ladda upp en till bild av detta fornminne |
| Endre 22:1  | Husgrund, förhistorisk/medeltida |              | Endre, Gotland      |       | 57.607516, 18.491278 | 10091100220001 | Ladda upp en bild av detta fornminne      |
| Endre 23:1  | Gravfält                         |              | Endre, Gotland      |       | 57.610601, 18.493474 | 10091100230001 | Ladda upp en bild av detta fornminne      |
| Endre 24:1  | Hällristning                     |              | Endre, Gotland      |       | 57.599588, 18.476830 | 11100000000366 | Ladda upp en bild av detta fornminne      |
| Endre 24:6  | Gravklot                         |              | Endre, Gotland      |       | 57.599590, 18.476831 | 10091100240006 | Ladda upp en bild av detta fornminne      |
| Endre 25:1  | Hällristning                     |              | Endre, Gotland      |       | 57.612037, 18.469562 | 11100000000367 | Ladda upp en bild av detta fornminne      |
| Endre 26:1  | Stensättning                     |              | Endre, Gotland      |       | 57.617891, 18.491060 | 10091100260001 | Ladda upp en bild av detta fornminne      |
| Endre 26:2  | Stensättning                     |              | Endre, Gotland      |       | 57.618020, 18.490763 | 10091100260002 | Ladda upp en bild av detta fornminne      |
| Endre 26:3  | Stensättning                     |              | Endre, Gotland      |       | 57.618009, 18.491271 | 10091100260003 | Ladda upp en bild av detta fornminne      |
| Endre 27:1  | Stensättning                     |              | Endre, Gotland      |       | 57.614782, 18.492467 | 10091100270001 | Ladda upp en bild av detta fornminne      |
| Endre 27:2  | Stensättning                     |              | Endre, Gotland      |       | 57.614931, 18.492562 | 10091100270002 | Ladda upp en bild av detta fornminne      |
| Endre 28:1  | Stensättning                     |              | Endre, Gotland      |       | 57.613813, 18.491240 | 10091100280001 | Ladda upp en bild av detta fornminne      |
| Endre 30:1  | Hällristning                     |              | Endre, Gotland      |       | 57.621897, 18.468139 | 11100000000471 | Ladda upp en bild av detta fornminne      |
| Endre 31:1  | Stensättning                     |              | Endre, Gotland      |       | 57.591807, 18.490175 | 10091100310001 | Ladda upp en bild av detta fornminne      |
| Endre 32:1  | Gravfält                         |              | Endre, Gotland      |       | 57.591910, 18.485460 | 10091100320001 | Ladda upp en bild av detta fornminne      |
| Endre 34:1  | Minnesmärke                      |              | Endre, Gotland      |       | 57.623628, 18.379701 | 10091100340001 | Ladda upp en till bild av detta fornminne |
| Endre 35:1  | Stenkrets                        |              | Endre, Gotland      |       | 57.622307, 18.386793 | 10091100350001 | Ladda upp en till bild av detta fornminne |
| Endre 36:1  | Stensättning                     |              | Endre, Gotland      |       | 57.618814, 18.367709 | 10091100360001 | Ladda upp en bild av detta fornminne      |
| Endre 37:1  | Stensättning                     |              | Endre, Gotland      |       | 57.616325, 18.390688 | 10091100370001 | Ladda upp en bild av detta fornminne      |
| Endre 39:1  | Stensättning                     |              | Endre, Gotland      |       | 57.605864, 18.475123 | 10091100390001 | Ladda upp en bild av detta fornminne      |
| Endre 40:1  | Hällristning                     |              | Endre, Gotland      |       | 57.605423, 18.474950 | 11100000000472 | Ladda upp en bild av detta fornminne      |
| Endre 40:2  | Hällristning                     |              | Endre, Gotland      |       | 57.605407, 18.475005 | 11100000000473 | Ladda upp en bild av detta fornminne      |
| Endre 41:1  | Husgrund, förhistorisk/medeltida |              | Endre, Gotland      |       | 57.605532, 18.476869 | 10091100410001 | Ladda upp en bild av detta fornminne      |
| Endre 41:2  | Husgrund, förhistorisk/medeltida |              | Endre, Gotland      |       | 57.604998, 18.477188 | 10091100410002 | Ladda upp en bild av detta fornminne      |
| Endre 41:3  | Husgrund, förhistorisk/medeltida |              | Endre, Gotland      |       | 57.605156, 18.477658 | 10091100410003 | Ladda upp en bild av detta fornminne      |
| Endre 41:4  | Husgrund, förhistorisk/medeltida |              | Endre, Gotland      |       | 57.604754, 18.477766 | 10091100410004 | Ladda upp en bild av detta fornminne      |
| Endre 42:1  | Gravfält                         |              | Endre, Gotland      |       | 57.615862, 18.405369 | 10091100420001 | Ladda upp en bild av detta fornminne      |
| Endre 42:2  | Gravfält                         |              | Endre, Gotland      |       | 57.613844, 18.408612 | 10091100420002 | Ladda upp en bild av detta fornminne      |
| Endre 44:1  | Stensättning                     |              | Endre, Gotland      |       | 57.612328, 18.490443 | 10091100440001 | Ladda upp en bild av detta fornminne      |
| Endre 46:1  | Stensättning                     |              | Endre, Gotland      |       | 57.627192, 18.339099 | 10091100460001 | Ladda upp en bild av detta fornminne      |
| Endre 47:1  | Hög                              |              | Endre, Gotland      |       | 57.625667, 18.376250 | 10091100470001 | Ladda upp en bild av detta fornminne      |
| Endre 47:2  | Hög                              |              | Endre, Gotland      |       | 57.625534, 18.376173 | 10091100470002 | Ladda upp en bild av detta fornminne      |
| Endre 47:3  | Hög                              |              | Endre, Gotland      |       | 57.625396, 18.376131 | 10091100470003 | Ladda upp en bild av detta fornminne      |
| Endre 50:1  | Husgrund, förhistorisk/medeltida |              | Endre, Gotland      |       | 57.608647, 18.399692 | 10091100500001 | Ladda upp en bild av detta fornminne      |
| Endre 56:1  | Hällristning                     |              | Endre, Gotland      |       | 57.609480, 18.425489 | 10091100560001 | Ladda upp en bild av detta fornminne      |
| Endre 60:1  | Hällristning                     |              | Endre, Gotland      |       | 57.616137, 18.454671 | 11100000000474 | Ladda upp en bild av detta fornminne      |
| Endre 62:1  | Hällristning                     |              | Endre, Gotland      |       | 57.617418, 18.491114 | 10091100620001 | Ladda upp en bild av detta fornminne      |
| Endre 63:1  | Gravfält                         |              | Endre, Gotland      |       | 57.612517, 18.492388 | 10091100630001 | Ladda upp en bild av detta fornminne      |
| Endre 64:1  | Stensättning                     |              | Endre, Gotland      |       | 57.611429, 18.490447 | 10091100640001 | Ladda upp en bild av detta fornminne      |
| Endre 64:2  | Stensättning                     |              | Endre, Gotland      |       | 57.611291, 18.490095 | 10091100640002 | Ladda upp en bild av detta fornminne      |
| Endre 64:3  | Stensättning                     |              | Endre, Gotland      |       | 57.611266, 18.489702 | 10091100640003 | Ladda upp en bild av detta fornminne      |
| Endre 67:1  | Husgrund, förhistorisk/medeltida |              | Endre, Gotland      |       | 57.594500, 18.486920 | 10091100670001 | Ladda upp en bild av detta fornminne      |
| Endre 67:2  | Husgrund, förhistorisk/medeltida |              | Endre, Gotland      |       | 57.593919, 18.486923 | 10091100670002 | Ladda upp en bild av detta fornminne      |
| Endre 67:3  | Husgrund, historisk tid          |              | Endre, Gotland      |       | 57.594713, 18.487074 | 10091100670003 | Ladda upp en bild av detta fornminne      |
| Endre 71:1  | Husgrund, förhistorisk/medeltida |              | Endre, Gotland      |       | 57.595730, 18.474477 | 10091100710001 | Ladda upp en bild av detta fornminne      |
| Endre 81:1  | Stensättning                     |              | Endre, Gotland      |       | 57.592073, 18.491053 | 10091100810001 | Ladda upp en bild av detta fornminne      |
| Endre 84:1  | Fornborg                         |              | Endre, Gotland      |       | 57.599502, 18.482171 | 10091100840001 | Ladda upp en bild av detta fornminne      |
| Endre 99:1  | Stensättning                     |              | Endre, Gotland      |       | 57.615347, 18.413789 | 10091100990001 | Ladda upp en bild av detta fornminne      |
| Endre 100:1 | Stensättning                     |              | Endre, Gotland      |       | 57.625979, 18.337715 | 10091101000001 | Ladda upp en bild av detta fornminne      |